# Гейл, Сэми
Сэ́ми Гейл (англ. Sami Gayle; род. 22 января 1996, Уэстон, Флорида) — американская актриса. Наиболее известна по роли Никки Рейган-Бойл в телесериале CBS «Голубая кровь».

## Биография
Родилась в Санрайзе, штат Флорида, в семье адвоката и бывшей бизнес-леди, которая теперь работает менеджером дочери, её родители еврейского происхождения. В 2018 году окончила Колумбийский университет.
Кроме работы в кино и на телевидении, Гейл играет в театре. Она сыграла в мюзикле «Цыганка» (англ. Gypsy) с Пэтти Люпон, спектакле «Охра!» (англ. Oohrah!) и «Семейной неделе» (англ. Family Week) оскароносного режиссёра Джонатана Демми. В 2007 году она появилась в бродвейском мюзикле «Как Гринч украл Рождество Доктора Сьюза» (англ. Dr. Seuss' How the Grinch Stole Christmas!).

## Фильмография
| Год       |   | Русское название      | Оригинальное название | Роль              |
| --------- | - | --------------------- | --------------------- | ----------------- |
| 2009—2010 | с | Как вращается мир     | As the World Turns    | Хейден Лоусон     |
| 2010—2017 | с | Голубая кровь         | Blue Bloods           | Никки Рейган-Бойл |
| 2011      | с | Дорогой доктор        | Royal Pains           | Натали            |
| 2011      | ф | Учитель на замену     | Detachment            | Эрика             |
| 2012      | ф | Медальон              | Stolen                | Элисон Лоэб       |
| 2013      | ф | Конгресс              | The Congress          | Сара Райт         |
| 2013      | ф | От ненависти до любви | Hateship, Loveship    | Эдит              |
| 2014      | ф | Академия вампиров     | Vampire Academy       | Мия Ринальди      |
| 2014      | ф | Ной                   | Noah                  | дочь беженцев     |
| 2018      | ф | Банка конфет          | Candy Jar             | Лона              |